# Toren van Beerta
De kerktoren van Beerta is een losstaande kerktoren bij de Sint-Bartholemeuskerk in het Groningse dorp Beerta. De toren werd gebouwd in 1806, nadat de kerk al in 1506 gereed was gekomen. 
De toren bestaat uit drie geledingen met galmgaten en heeft een afgeknot tentdak. Op het dak staat een open spits. In de toren werd een luidklok uit 1659 gehangen die eerder in de kerk hing. In 1814 kwam daar een kleine luidklok bij. Beide klokken worden in de oorlog door de bezetter geroofd. In 1955 werden twee nieuwe klokken gegoten. In 1973 werden zowel de toren als de kerk op de monumentenlijst geplaatst.